# Hadejia
Hadejia, jadis Biram est une ville et une zone de gouvernement local de l'État de Jigawa au Nigeria,.

## Géographie
|              | Malam Madori |             |
| Malam Madori | Hadejia      | Kiri Kasama |
|              | Auyo         |             |

## Histoire
Elle est la capitale historique du royaume et émirat de Biram, un des sept royaumes ou cités-états haoussa légitimes.

## Source
- (en) Cet article est partiellement ou en totalité issu de l’article de Wikipédia en anglais intitulé « Hadejia » (voir la liste des auteurs).